# Bibliothèque nationale du Brésil
La bibliothèque nationale du Brésil, dont le nom institutionnel officiel est Fundação Biblioteca Nacional, est une bibliothèque nationale située à Rio de Janeiro, place Cinelândia, au Brésil. Avec une collection dépassant les 10 000 000 documents et plus de 2 000 000 disponibles en ligne, elle est considérée comme la plus grande bibliothèque d’Amérique latine et fait partie des dix bibliothèques les plus grandes du monde selon l'Unesco.

## Description
Responsable du dépôt légal au Brésil, elle a la responsabilité de collecter, conserver, préserver et diffuser la production bibliographique du pays. La Bibliothèque Nationale du Brésil, officiellement reconnue depuis 1976 comme Bibliothèque Nationale, a plus de 200 ans et est considérée comme la plus ancienne institution culturelle du pays.

## Histoire
L’origine de la Bibliothèque Nationale du Brésil remonte à un tremblement de terre survenu dans la ville de Lisbonne en 1755. Cet événement détruit majoritairement la ville et les pertes architecturales sont énormes, surtout dans la région centrale de la ville où se trouvent les principaux édifices patrimoniaux. Le Palais Royal abritant la bibliothèque Royale d’Ajuda et ses 70 000 documents est complètement consumé par le feu d’un incendie provoqué par le tremblement de terre. Afin de remplacer cette bibliothèque, le roi Joseph Ier a commandé une nouvelle collection qui est à l’origine de la présente Bibliothèque Nationale du Brésil.
En 1807, le roi du Portugal Jean VI déménage avec la famille royale au Brésil afin d’échapper aux imminentes invasions des troupes françaises à Lisbonne. Il souhaite amener la collection de plus de 60 000 objets qui composent alors la bibliothèque royale, mais les livres auraient été oubliés dans le port de Lisbonne dans la confusion de l’embarquement. Ils seront finalement envoyés au Brésil deux années après le voyage de la cour portugaise. En fait, trois voyages seront nécessaires pour faire parvenir au Brésil l’ensemble des collections: le premier en 1810 et les deux autres en 1811.

### La bibliothèque royale
Le 29 octobre 1810, date officielle de la fondation de la bibliothèque nationale, le prince régent du Brésil, Jean VI, ordonne que sa bibliothèque soit installée dans les catacombes des religieux du Tiers-Ordre carmélite à Rio de Janeiro. En 1814, la consultation des documents de la Bibliothèque royale, initialement réservée aux chercheurs, est étendue au grand public.

### Transfert de souveraineté
En 1821, la famille royale retourne au Portugal, laissant sa bibliothèque au Brésil, qui l’achète pour deux millions de livres sterling dans le cadre de la convention additionnelle au traité de paix et d’amitié de 1825 entre les deux pays. Grâce à cet achat, le Brésil est devenu le pays indépendant des Amériques qui possède la plus grande collection de livres du continent.

### Le bâtiment
La collection de la Bibliothèque s’accroissant régulièrement grâce aux dons et aux achats. Il devient de plus en plus urgent de déménager la Bibliothèque dans un espace plus grand. En 1905, la construction du bâtiment qui abrite encore aujourd’hui la Bibliothèque nationale a commencé.  
Francisco Marcelino de Souza Aguiar, ingénieur militaire, est le responsable de la conception de la Bibliothèque nationale. L’édifice présente des attributs néoclassiques et art nouveau et se caractérise par des planchers en verre dans les entrepôts, des étagères en métal et des tubes pneumatiques pour le transport des livres des entrepôts aux salles de lecture et de recherche.
Le nouveau bâtiment a été inauguré en 1910, exactement 100 ans après la fondation de la bibliothèque et son installation dans son premier édifice. Après l’inauguration de l’immeuble, le personnel de la bibliothèque a transféré sa collection afin de ne pas interrompre les activités des lecteurs et des scientifiques. Le déplacement d’environ 400 000 ouvrages a duré un an. Le personnel l'a effectué en 1132 voyages, le matériel étant immédiatement déposé à son emplacement définitif.

### Cours de bibliothéconomie
Le 11 juillet 1911, le décret 8 835 établit le Règlement de la Bibliothèque nationale qui prévoyait la création du cours de bibliothéconomie. Cependant, ce cours n’a débuté qu’en 1915, au sein de la Bibliothèque. Il a été le premier en Amérique latine et le troisième dans le monde. La formation durait un an et comprenait quatre disciplines: la bibliographie, la paléographie et la diplomatique, l’iconographie et la numismatique, la partie pratique se déroulant à la Bibliothèque.

### Fundação Biblioteca Nacional
En 1990, la Bibliothèque nationale est devenue la Fundação Biblioteca Nacional (FBN) en vertu de la loi n° 8 029 du 12 avril, reprenant les fonctions précédemment attribuées à la Fondation Pro-Lecture et à l’Institut national du livre. Elle est alors rattachée au ministère de la Culture, ce qui élargit son champ d’activité. Elle travaille désormais dans des domaines liés aux livres, à la lecture et aux bibliothèques.

## Collections
Avec une collection de plus de neuf millions de documents, c'est l'une des plus grandes bibliothèques du continent américain, et la plus grande bibliothèque d'Amérique latine,.
En tant que bibliothèque nationale, la Bibliothèque nationale du Brésil est dépositaire du dépôt légal et a pour mission de collecter et de conserver le patrimoine documentaire du pays et de publier la bibliographie nationale.
La collection de la Bibliothèque contient des manuscrits, des cartes, des dessins, des partitions musicales, des photographies et d'autres documents. Elle se concentre notamment sur les domaines suivants: agriculture, botanique, histoire brésilienne, chimie, musique latino-américaine, mathématiques, médecine, physique, sciences sociales, zoologie. La Bibliothèque nationale détient également des livres rares et la collection de l'ancienne bibliothèque royale portugaise.
La collection de livres rares de la Bibliothèque nationale comprend les premiers documents imprimés du Brésil colonial ainsi que de la bibliothèque privée de l’empereur brésilien Pedro II datant du XIXe siècle. Cette collection a été inscrite dans le Registre de la Mémoire du monde de l'UNESCO en 2003 et est composée de 21 742 photographies de différents types et formats provenant de la collection Thereza Christina Maria laissée à la Bibliothèque nationale du Brésil par l'empereur Pedro II en 1891. Il s'agit de la plus grande collection de photographies d'Amérique latine. Elle permet de dresser un portrait de l'évolution de l'histoire du peuple brésilien au XIXe siècle, reflétant les coutumes, les développements intellectuels et industriels à l'époque de sa constitution.

### Collection numérique
En 1998, la Bibliothèque a commencé à publier ses catalogues en ligne, mettant à disposition des bases de données de livres, de cartographie et de matériel visuel. La même année, les bibliothécaires ont lancé les premières initiatives de numérisation des collections. En 2006, la Bibliothèque nationale numérique (BNDigital) a été créée dans le but de diffuser les collections numérisées depuis 2001. La collection numérique, en constante progression, compte plus de 2 millions de documents librement accessibles.
Le portail numérique La France au Brésil créé par la Bibliothèque Nationale de France et la Fundação Biblioteca Nacional du Brésil dans le cadre de "L'année de la France au Brésil" offre un aperçu de la collection de la Bibliothèque Nationale du Brésil.
On peut également retrouver plusieurs œuvres en ligne dans l'exposition virtuelle Brésil.

### Section de Cartographie
La section de cartographie de la Bibliothèque nationale possède une collection de documents relatifs à l’histoire de la cartographie générale, luso-brésilienne et ibéro-américaine, qui illustrent le développement de la science, de l’art et de la technique cartographiques. La collection contient des cartes, des atlas et des ouvrages sur la cartographie et la géographie, avec des thèmes variés tels que les relevés hydrographiques, la démarcation des frontières et les voies de transport terrestre.

### Section de Manuscrits
La section des manuscrits de la Bibliothèque nationale possède une collection d’environ 1 million de pièces, avec plus de 200 collections provenant de fonds publics et privés. Une grande partie de la collection est constituée de documents papier, tels que des manuscrits et des photographies. Elle dispose également des archives sous forme de parchemins, microfilms, tissus, négatifs, CD/DVD, cassettes VHS, bois, entre autres

### Section Iconographique
La section iconographique de la bibliothèque possède la plus grande collection d’images du pays, avec une collection d’estampes, de lithographies du XIXe siècle, d’albums originaux de voyageurs étrangers dans différents procédés de gravure, entre autres documents. La collection comprend des œuvres d’artistes européens tels qu’Albrecht Dürer, Stefano Della Bella, Jacques Callot et Piranèse, ainsi que des gravures d’artistes brésiliens tels que Carlos Oswald, Oswaldo Goeldi et Iberê Camargo. 

Gravures conservées dans la bibliothèque nationale du Brésil
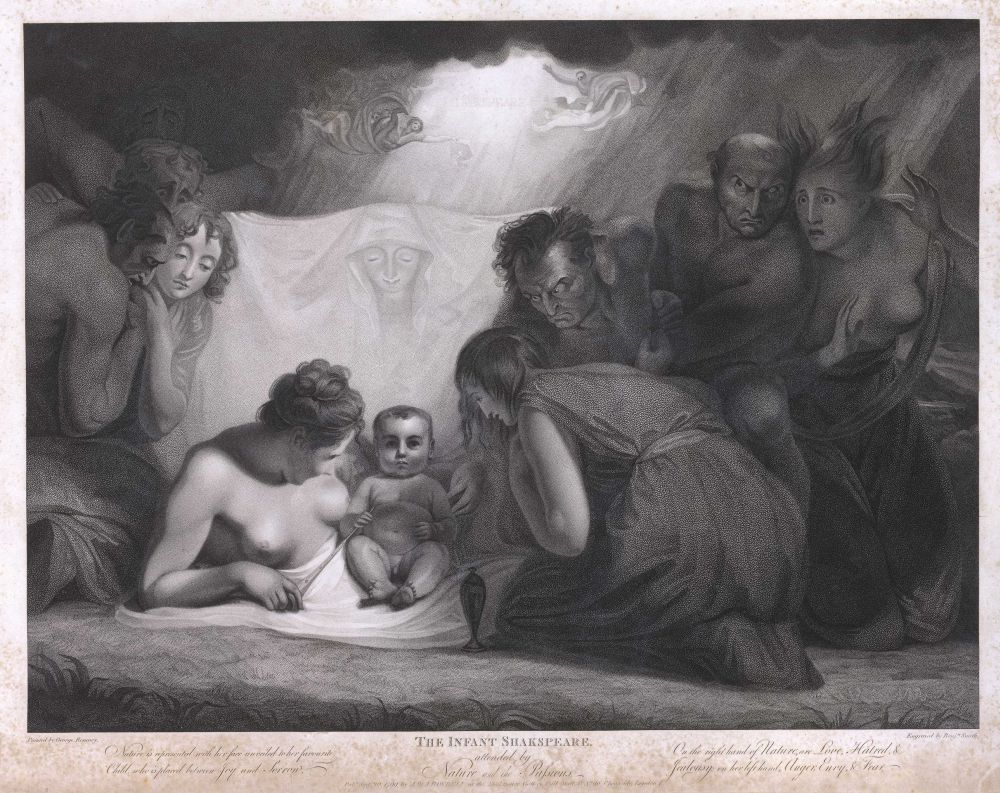
Benjamin Smith, l'enfant Shakespeare touché par la nature et les passions.
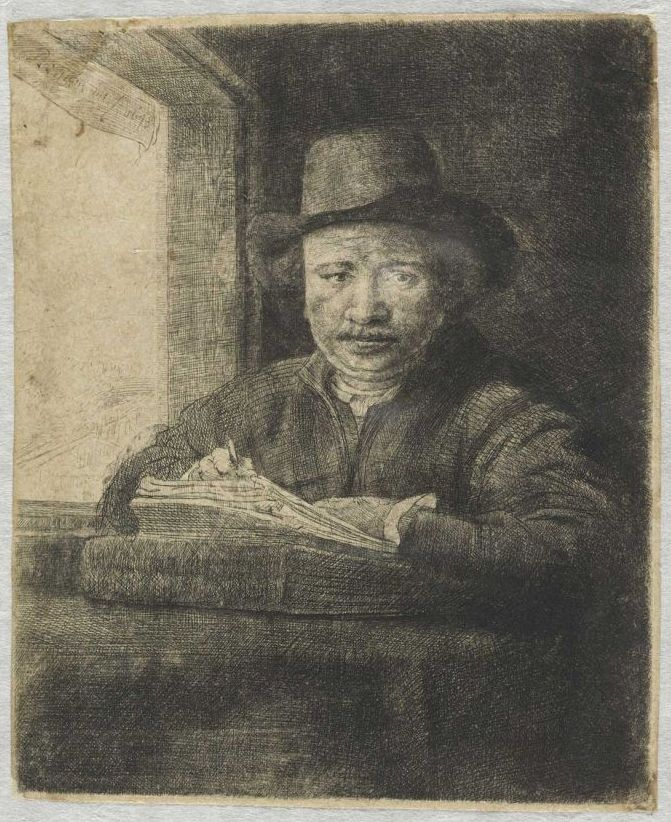
Rembrandt, autoportrait près de la fenêtre.
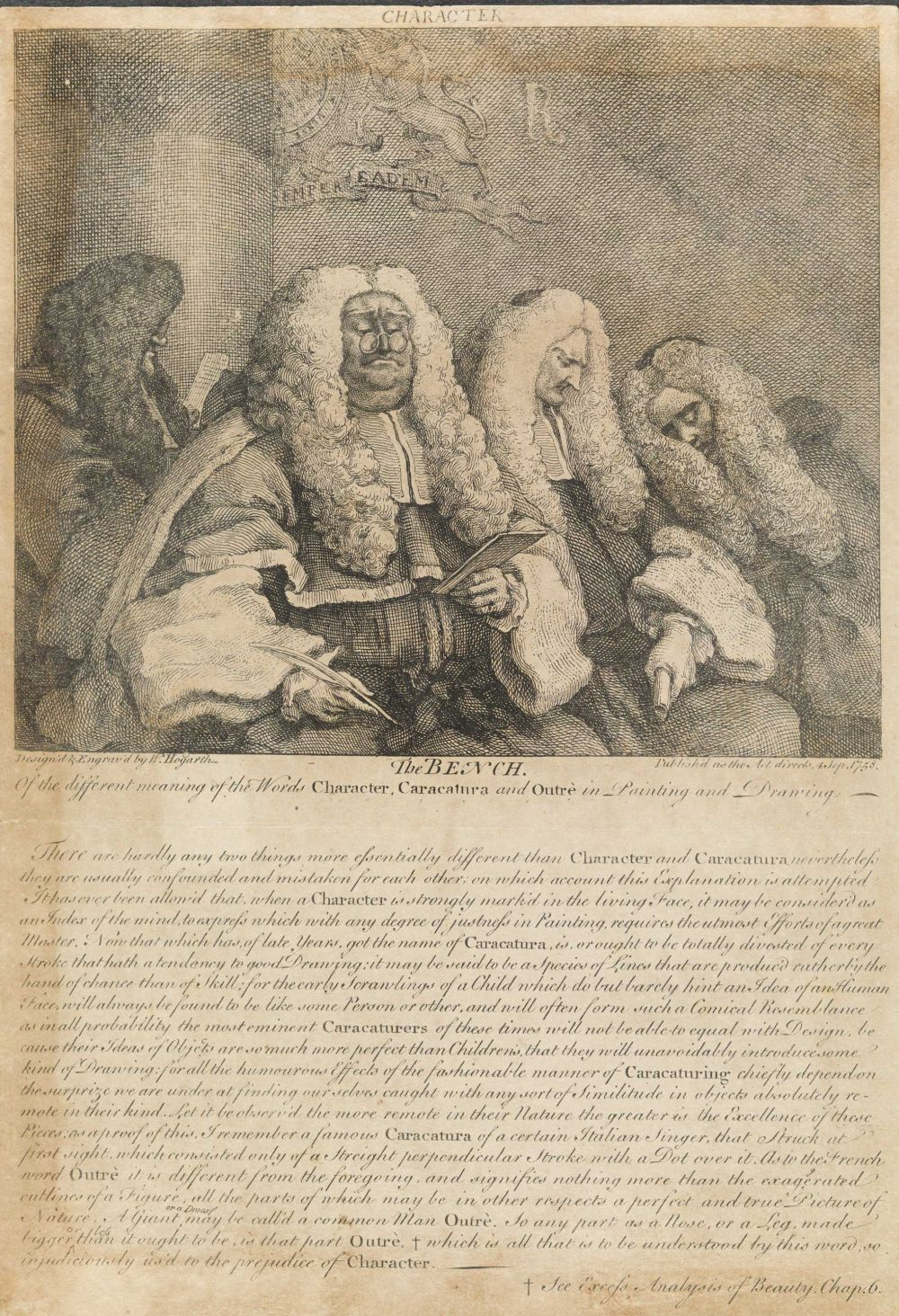
Le Banc des Magistrats (1758), par William Hogarth.